# Little Nemo in Slumberland
Little Nemo in Slumberland es un cómic de Winsor McCay, considerado el primer gran clásico de la historia del cómic. Se publicó, por primera vez en el New York Herald entre el 15 de octubre de 1905 y el 23 de julio de 1911. Aunque no se traduce al castellano, literalmente sería El pequeño Nemo en el País de los sueños.

## Argumento
El protagonista del cómic era un niño llamado Nemo -"nadie", en latín-, y cada página dominical de la serie correspondía a un sueño suyo. El protagonista despertaba siempre en la última viñeta de la página, a veces entre llantos, cayendo de la cama, o debiendo ser atendido por sus padres. Los sueños de Nemo, sin embargo, tenían continuidad narrativa, lo que daba a la serie una estructura folletinesca muy adecuada para introducir numerosos personajes secundarios y mostrar un mundo de los sueños (Slumberland) de una gran riqueza narrativa. 
Al comienzo de esta serie, visita a Nemo en sus sueños un emisario del rey Morfeo, con la orden de llevarle al País de los Sueños, donde deberá convertirse en compañero de juegos de la Princesa (cuyo nombre no se menciona en el cómic). Lo consigue, tras muchas vicisitudes, pero entonces su sueño es interrumpido por la aparición de un extraño personaje, Flip, que lleva un sombrero de copa con la frase "Wake Up" ("Despierta") escrita en él. Desde entonces, Flip se convierte en el principal antagonista de Nemo, pues, sólo con verle, manda al protagonista de vuelta a la prosaica realidad. Flip termina convirtiéndose en un compañero algo gamberro de Nemo, y aparecen otros personajes secundarios, como el Doctor Píldora, el Imp, el Niño Caramelo y Santa Claus, además de los anteriormente citados.

## Estilo
McCay realiza en esta obra una exploración exhaustiva de las posibilidades del medio, empleando multiplicidad de encuadres, y jugando con el formato de la página de forma espectacular y sorprendente, además de ser uno de los primeros cómics en aprovechar el enorme potencial del color de las páginas dominicales (sunday strips). Con un alambicado estilo visual, inspirado en el art nouveau, pone en escena una gran variedad de personajes y escenarios. También se ha relacionado la obra de McCay con movimientos culturales posteriores, como el surrealismo, por la importancia que concede a lo onírico, llegándose a afirmar que se trata de 

una muestra perfecta de fantasía creíble gracias al virtuosismo gráfico de un dibujante. El polifacético talento de McCay hizo plausible un mundo imposible donde la única lógica existente era la de los sueños.

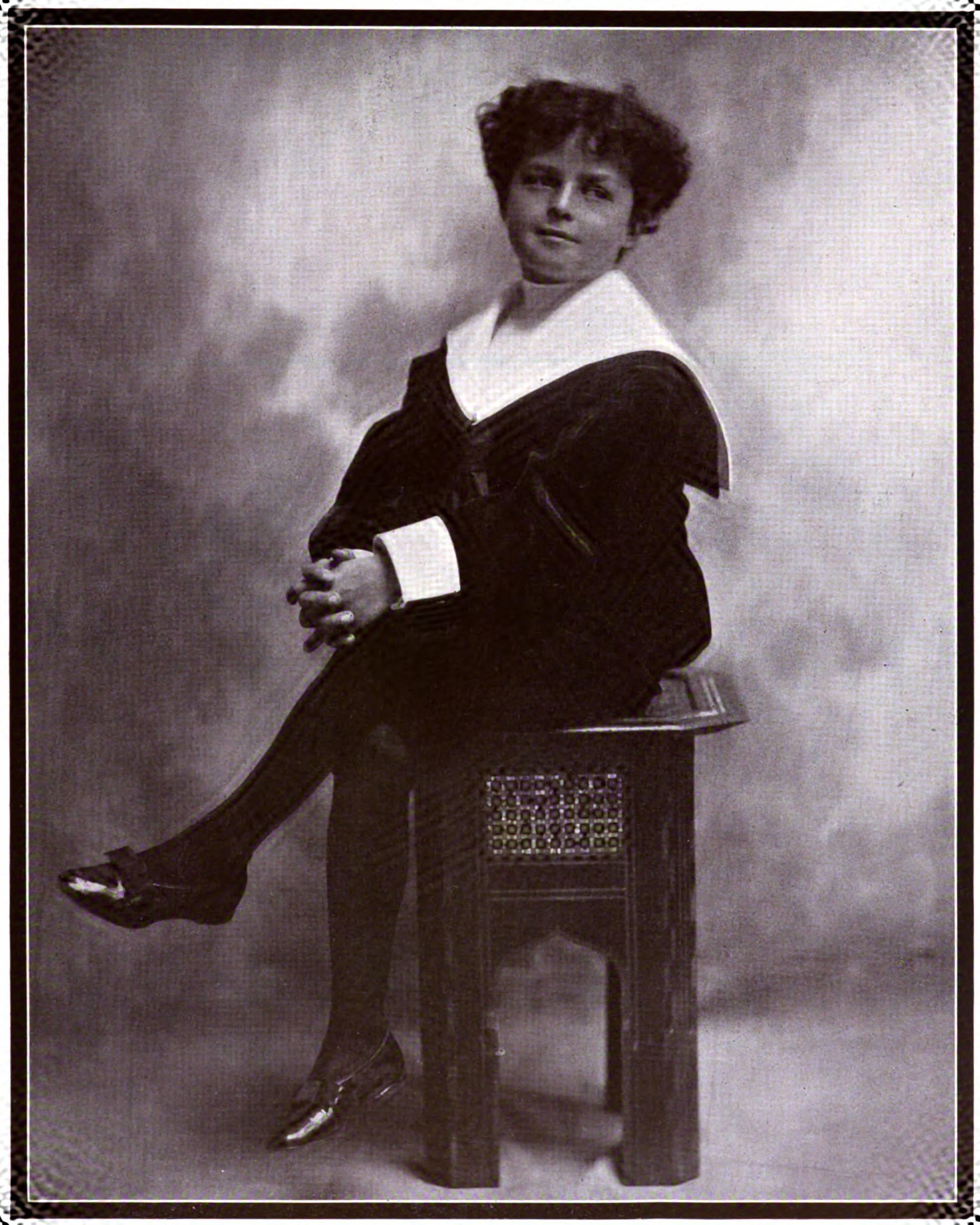
Bobbie McCay, hijo del dibujante Winsor McCay, en Little Nemo, adaptación al musical del personaje del cómic

## Publicación
La primera aparición de la serie Little Nemo in Slumberland en el periódico New York Herald tuvo lugar el 15 de octubre de 1905, y continuó apareciendo cada domingo, en páginas completas a todo color, hasta el 23 de julio de 1911. Debe tenerse en cuenta que, a diferencia de otros clásicos del cómic, Little Nemo no era distribuida por syndicates a otras publicaciones, por lo cual su popularidad se debió a su difusión por un solo periódico del área de Nueva York. Sin embargo, su éxito fue grande, como lo testimonia la gran cantidad de productos derivados del personaje que se comercializaron en la época.
El 3 de septiembre de 1911, Little Nemo pasó a publicarse en el New York American y otros periódicos propiedad de William Randolph Hearst, con el nuevo título de In the Land of Wonderful Dreams. Esta nueva etapa de la serie se prolongó hasta el 26 de julio de 1914. Muchos años después, McCay haría reaparecer a Little Nemo en las páginas del New York Herald entre el 3 de agosto de 1924 y el 26 de diciembre de 1926, sin alcanzar el éxito de la primera época del personaje.
Robert McCay, hijo del creador de Nemo y modelo en que su padre se inspiró para crear el personaje, intentó resucitar el cómic en dos ocasiones, en los años 30 y luego en los 40, sin conseguirlo.
En España, se publicó por primera vez en 1907 en "La Semana Ilustrada" (página dominical) con el título  "Los Sueños de Manolin", y atribuyendo los originales a pie de página al "New York Herald"

## Ediciones actuales

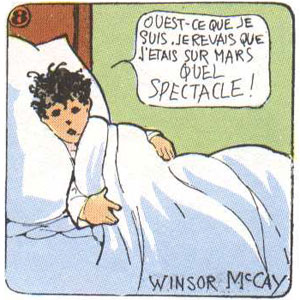
Imagen de Little Nemo despertándose, de una edición en francés

El cómic, y todas las obras de McCay, son de dominio público desde el 1 de enero de 2005. Esto es válido internacionalmente.
En inglés, existen dos recopilaciones de todo el material de Nemo realizado en el período 1905-1914: la edición en seis volúmenes de Fantagraphics Books (1989-93) y la de Taschen, en un solo volumen, Little Nemo 1905-1914 (ISBN 3-8228-6300-9).
En español Norma Editorial editó dos volúmenes (1905-1907 y 1907-1908), pero no fue hasta 2014 cuando estuvo disponible la primera edición integral (1905-1914) a cargo de Ediciones Kraken. A fines de los 1970 la tira fue publicada en español por el mensual "El Expreso Imaginario" de Buenos Aires. 
En catalán hay una edición realizada por Els Llibres de Glauco, S.A. en el año 1984 dentro de la colección Laertes Comic (actualmente Laertes, S.A. de Ediciones), que abarca desde octubre de 1905 hasta septiembre de 1906 (ISBN 84-7612-011-7), aunque según la base de datos del ISBN se encuentra actualmente agotada.

## Adaptaciones
El éxito del cómic provocó la introducción del personaje en otros medios, con la finalidad de rentabilizarlo comercialmente: apareció en series de postales dibujadas por McCay, libros, juegos, y ropa para niños, ya desde 1906. En 1908, el autor Victor Herbert estrenó en Broadway una obra teatral sobre el personaje. 
La primera adaptación cinematográfica de Little Nemo fue realizada por el propio autor, Winsor McCay, en 1911, aprovechando la popularidad del cómic. Se trata de un cortometraje de solo tres minutos de duración, mitad animado, mitad en imagen real, en que aparece el propio autor dibujando a su personaje, que protagoniza un brevísimo sketch.
El francés Arnaud Sélignac dirigió en 1984 la película Nemo, también conocida como Dream One , producida por John Boorman. No se trata de una adaptación de la obra de McCay, sino de una película fantástica muy personal libremente inspirada en la misma. En 1989, los japoneses Masami Hata y Masanori Hata estrenaron la película de anime Little Nemo:Adventures in Slumberland, con la colaboración en los guiones, entre otros, del historietista francés Jean Giraud (Moebius) y del escritor estadounidense Ray Bradbury.
Hay también dos videojuegos desarrollados por Capcom, uno para la consola Nintendo Entertainment System basado en la obra de McCay llamado Little Nemo: The Dream Master y otro para máquinas recreativas llamado simplemente NEMO, basado en la trama de la película de 1989, ambos videojuegos lanzados en 1990.
La expansión del relato principal a otros relatos, formatos y plataformas permiten considerar Little Nemo in Slumberland como una de las primeras experiencias transmedia: fue "un relato que incluyó obras de teatro en las que incorporaron nuevos personajes, algunas películas de animación (entre ellas la pionera Winsor McCay, the Famous Cartoonist of the N. Y. Herald and his Moving Comics, estrenada en 1911), además de videojuegos y productos de merchandising"

## Homenajes y parodias
Tanto por su importancia en la historia del cómic como por lo reconocible de su estructura narrativa, son muy abundantes las historietas que se han inspirado en las aventuras de Nemo. Pueden citarse: 
- Miguel Ángel Gallardo: Los Sueños del Niñato.

- Vittorio Giardino: Little Ego.

- Maurice Sendak: In the Night Kitchen (En la cocina de noche).
- Ellen Duthie y Daniela Martagón: Little Remo in Pinchmeland (Pequeño Remo en el Reino de Pellízcame)

El 15 de octubre de 2012 el buscador Google le rinde homenaje a través de un doodle interactivo.
En el programa infantil Clarence (serie animada)  de la cadena Cartoon Network, en el episodio "los millones de Clarence", se muestra a clarence despertando de una pesadilla del mismo modo característico que el pequeño Nemo dentro de las historietas.
El 7 de abril de 1978, el grupo Genesis pública un álbum musical llamado And Then There Were Three. En el, se encuentra una canción llamada Scenes From Night's Dream, la letra de esta canción describe de manera explícita al cómic.